# Fabio Balaso
Fabio Balaso (Camposampiero, 20 de outubro de 1995) é um jogador de voleibol italiano que atua na posição de líbero.

## Carreira

### Clube
A carreira de Balaso começou em 2010 nas categorias de base do Silvolley, sendo promovido à primeira equipe do campeonato da Série B1 na temporada 2011–12.
Na temporada 2012–13, Balaso foi contratado pelo Padova, na Série A2, obtendo na temporada seguinte, tanto a vitória da Copa Itália na categoria quanto a promoção à primeira divisão, categoria onde joga na temporada seguinte com o mesmo clube. 
Após atuar por seis temporadas na equipe de Pádua, o líbero foi contratado pelo Volley Lube, conquistando na sua temporada de estreia o título da Liga dos Campeões, o Campeoanto Italiano e o Mundial de Clubes, sendo eleito neste último, como melhor líbero da competição.

### Seleção
Balaso fez parte da seleção sub-23 que conquistou a medalha de bronze no Campeonato Mundial Sub-23 de 2015. No mesmo ano recebeu as primeiras convocações para integrar a seleção adulta italiana, conquistando dois anos após o vice-campeonato da Copa dos Campeões. No anos seguinte foi medalhista de ouro nos Jogos do Mediterrâneo, além do oitavo lugar na Liga das Nações.
Se tornou campeão europeu ao conquistar o título do Campeonato Europeu de 2021 ao derrotar a seleção eslovena, sendo eleito o melhor líbero do torneio, seguido do título mundial ao bater a seleção polonesa por 3 sets a 1 no Campeonato Mundial de 2022, sendo premiado como melhor líbero do torneio.

## Títulos
Cucine Lube Civitanova
- Mundial de Clubes: 2019
- Liga dos Campeões: 2018–19
- Campeonato Italiano: 2018–19, 2020–21, 2021–22
- Copa da Itália: 2019–20, 2020–21

## Clubes
| Anos      | Clube                  |
| --------- | ---------------------- |
| 2012–2018 | Padova                 |
| 2018–     | Cucine Lube Civitanova |

## Prêmios individuais
- 2019: Mundial de Clubes – Melhor líbero
- 2021: Campeonato Europeu – Melhor líbero
- 2021: Mundial de Clubes – Melhor líbero
- 2022: Campeonato Mundial – Melhor líbero